# Морган Старый

Уэльс в X—XI веках

Морган Старый (валл. Morgan Hen), иначе Морган Богатый (валл. Morgan Mwynfawr; 872—1001) — король Гливисинга (930—974) и Гвента (942—955); сын Оуайна, короля Гливисинга, и его жены Элейн, дочери Родри ап Мервина.

## Биография

### Правление
В 930 году умер Оуайн ап Хивел, который с 927 года правил Гвентом и Гливисингом одновременно. Моргануг был разделен между его тремя сыновьями: Кадуган стал королём Гвента, Морган стал королём Гливисинга, а Грифид стал править полуостровом Гауэр. В 934 году Хивел Добрый захватил владения Грифида, при этом Грифид был убит. Соперником Кадугана по трону Гвента был Каделл ап Артвайл, который был его двоюродным братом.
Морган был очень великим королём, он женился на Несте, дочери Родри Великого, и получил право на возвращение в свои владения Истрад-Уи и Эвиас от Хивела Доброго после смерти его отца Кадела. Но Хивел после этого по прежнему претендовал на эти земли, что привело, к тому что оба короля стали готовиться к войне, но епископ Ландафа напомнил им о законах Моргана Муинфавра, и поэтому они оба дали согласие на их испытание, и Хивел и Морган привели по шесть старейшин, и потому что ни один из этих принцев не мог руководить Старейшинами, они сами выбрали председательствовать Эдгару, короля из Лондона. И он с двенадцатью Старейшинами вынес приговор Моргану, и поэтому между ними был заключен мир. Этот Морган был первым, кто построил замок Кардифф, в дальнейшем город, на территории которого раннее была постройка римского завоевателя Диди Гавра, и этот город был разрушен саксами. У него был также дворец в Радире и Брайгаме, где он часто жил и проводил суды.
В 942 году Каделл был побеждён и убит. В 949 году умер и Кадуган, тогда же Морган стал королём объединённого Гливисинга и Гвента. В 955 году троюродный брат его отца, Ноуи ап Гуриад, отвоевал у Моргана Гвент. В 970 году королём Гвента стал Артвайл ап Ноуи.
В его времена, Оуайн, правитель Дехейбарта, трижды (в 960, 970 и 977 годах) нападал на Морганнуг, но неудачно.
В 967 году Эйнион, сын Оуайна Дехейбартского, вторгся на полуостров Гоуэр, владение Моргана Старого, «как предлог», выступая против языческих викингов и их сторонников. Это вызвало ответный набег сына Моргана, Оуайна из Гливисинга, который вернул Гоуэр под свой контроль, и вторжение короля Англии Эдгара Английского, которое вынудило отца Эйниона, Оуайна, поклясться в верности ему в Каэрлеоне.
Морган Старый умер в 974 году и в Гливисинге ему наследовал его старший сын Идваллон. По другой же версии старшим сыном и наследником был Оуайн. Согласно же «Гвентианской хронике», «Морган Великий, правитель Гламоргана умер в возрасте 129 лет» в 1001 году, передав свою власть своим сыновьям и внукам за много лет до смерти из-за возраста и ветхости и был похоронен «под алтарем Тейло в Ландаве».

### Семья
Морган был женат на Ллейги верх Энфлеу. Потомство Моргана:
- Идваллон (до 990[8]/1005[12])
  - Ител Чёрный[8]
  - Иестин[13]
    - Риддерх[13]
      - Мерхион[13]
        - Гургант (ум.1042[8]/ум.1070[9])[13]
          - Иестин[13]
- Ител (ум.994)[14]
- Оуайн[8] (до 983[15]/1001[9])
- Хивел (913—1043)[14][16]
- Блегиурид[17]
  - Айдан[17][8]
  - Артвайл[18]
    - Меуриг (уб.1020)[18]
- Каделл[19]
- Кинфин[2]